# Heinz Hartmann
Heinz Hartmann (4. listopadu 1894 Vídeň, Rakousko-Uhersko – 17. května 1970 Stony Point, New York, USA) byl rakouský psychoanalytik, jeden ze zakladatelů směru psychoanalýzy nazývaného egopsychologie. Svou pozornost přesunul od patologického vývoje k normálnímu vývoji psýchy, od psychickému konfliktu k nekonfliktnímu fungování.
Hartmann se narodil ve Vídni. Jeho otec byl historik a velvyslanec Rakousko-Uherska v Německu. Matka byla známou sochařkou. Hartmann vystudoval lékařství. Roku 1934 vstoupil do psychoanalýzy k Sigmundu Freudovi. Svou první zásadní práci vydal roku 1937. Krom Freuda ho velmi ovlivnilo učení Charlese Darwina, které ho přimělo dívat na psýchu z hlediska adaptace.
Hartmann odmítl Freudův názor, že dítě se rodí do světa zcela narcistické, obrácené k sobě – v jeho pohledu se rodí již s psýchou biologicky připravenou k interakci s prostředím, psýcha má podle Hartmanna v sobě zakódováno "průměrně očekávané prostředí". Dále se vyvíjí podle toho, jak moc se skutečnost od tohoto očekávaného prostředí odchyluje.
Vrozené jsou podle Hartmanna také některé „bezkonfliktní schopnosti Ega“ (jazyk, vnímání, chápání objektů, myšlení), ty nejsou v jeho pojetí výsledkem konfliktu subjektivity, pudu a prostředí jako u Freuda. Ego je podle Hartmanna schopno „neutralizovat“ agresivní a sexuální energii a používat ji ke svým bezkonfliktním adaptivním účelům.

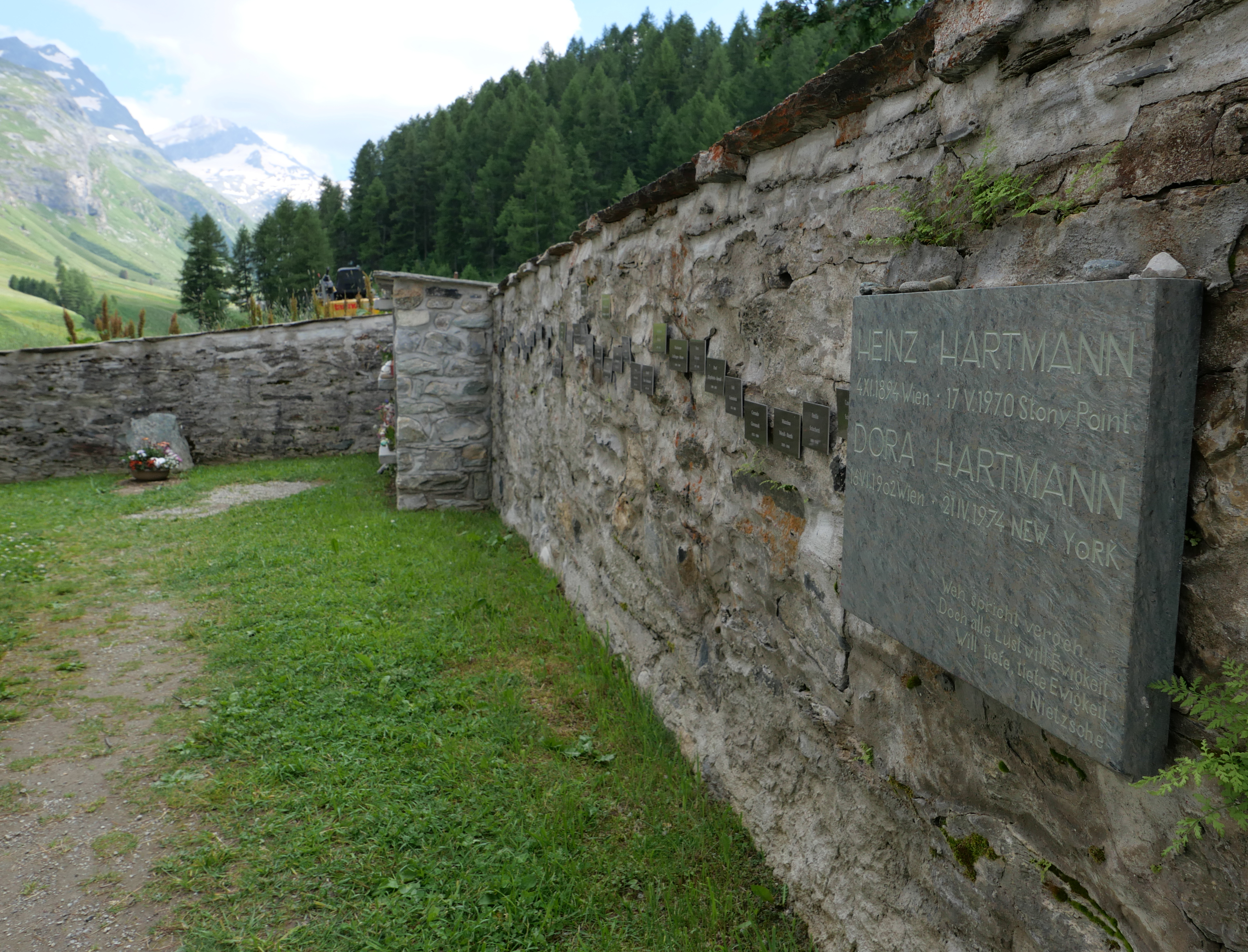
Hrob v roce 2024.

Hartmannovy ostatky byly pohřbeny na hřbitově horského kostela Fex-Crasta z 15. století ve Fextalu, který patří k obci Sils im Engadin/Segl ve švýcarském kantonu Graubünden. Místo posledního odpočinku po jeho boku našla i jeho manželka Dorothea „Dora“, rozená Karplus (1902–1974), která rovněž pocházela z Rakouska a byla psychoanalytičkou. Na náhrobku je citát z románu „Tak pravil Zarathustra“ od německého filozofa Friedrich Nietzsche, který v 80. letech 19. století strávil několik let v nedalekém Sils:
„Weh spricht vergeh / Doch alle Lust will Ewigkeit / Will tiefe, tiefe Ewigkeit“

[ "Běda, jdi pryč / ale každá rozkoš chce věčnost / chce hlubokou, hlubokou věčnost"]